# Pop'n Music
Pop'N Music (ポップンミュージック), ofta förkortat Pop'n, PM eller PNM, är en serie musikspel i spelföretaget Konamis Bemani-serie. Det första spelet i serien släpptes 1998 och är alltjämt en populär serie som utvecklas av Bemani. Serien började med arkadspel men senare har det även släppts konsolversioner i Japan.
Kontrollen består av nio stycken knappar placerade i två rader med fyra övre och fem undre knappar. Spelaren använder en delmängd eller alla av dessa knappar för att spela. Ett slags noter faller från skärmens övre del och när de når botten av skärmen gäller det att trycka på knappen som matchar noten. Om spelaren träffar noten bra så ökar en stapel med liv, och om man missar eller får en dålig träff så sjunker stapeln. Om stapeln töms så förlorar man spelet.
Det har släppts flera hemmaversioner av Pop'n Music: 7 st till Playstation, 9 st till Playstation 2, 1 till Playstation Portable, 1 till Nintendo DS och 1 till Nintendo Wii.